# Bettina Dennerlein
Bettina Dennerlein (* 1963) ist eine deutsche Islamwissenschaftlerin.

## Leben
Dennerlein war nach der Promotion 1997 im Fach Islamwissenschaft an der Freien Universität Berlin ebenda wissenschaftliche Mitarbeiterin am Institut für Islamwissenschaft. Forschungsaufenthalte führten sie an das Wissenschaftskolleg zu Berlin, das Van Leer-Jerusalem-Institute und die Maison des Sciences de l’Homme in Paris. Ab 2000 war sie wissenschaftliche Mitarbeiterin am Zentrum Moderner Orient in Berlin und im Sonderforschungsbereich 640 „Repräsentationen sozialer Ordnung im Wandel“ an der Humboldt-Universität zu Berlin. 
Von 2007 bis 2009 bekleidete Dennerlein eine Professur für Kultur und Geschichte der modernen arabischen Welt am Asien-Afrika-Institut der Universität Hamburg. Seit 2009 ist sie ordentliche Professorin für Gender Studies und Islamwissenschaft an der Universität Zürich. Zudem hält sie international Vorträge an Universitäten und Fachgesellschaften.
Sie ist unter anderem Mitherausgeberin der Reihe Welten des Islams-Worlds of Islam-Mondes de l'Islam (De Gruyter) und der Reihe Gender and Islam (Bloomsbury), Mitglied im Editorial Board der Zeitschriften Asiatische Studien – Études Asiatiques (De Gruyter) und Hawwa, Journal of Women of the Middle East and the Islamic World (Brill).
Dennerlein ist unter anderem Vorstandsmitglied der Schweizerischen Gesellschaft für Geschlechterforschung (SGGF) und der Schweizerischen Asiengesellschaft (SAG). 

## Wissenschaftliche Schwerpunkte
- Sozial- und Kulturgeschichte der modernen muslimischen Welt; Geschlechterforschung (Nordafrika und Vorderer Orient)
- Islamisches Familienrecht; Frauen- und Menschenrechtsbewegungen; Gender in Recht und Religion; religiöse Kultur und Religionsgelehrsamkeit; Reformbewegungen; Verflechtungsgeschichte; Erinnerungspolitik; Orientalismus; Postkolonialismus; Islam und Globalisierung

## Buchveröffentlichungen (Auswahl)
- Islamisches Recht und sozialer Wandel in Algerien. Zur Entwicklung des Personalstatuts seit 1962. Zugl. Dissertation 1997. Schwarz, Berlin 1998, ISBN 3-87997-273-7.
- Religion als Reform. Iṣlāḥ und Gesellschaft in Marokko 1830–1912. Klaus Schwarz Verlag, Berlin 2018, ISBN 978-3-87997-725-3.

- als Hrsg. mit Elke Frietsch: Identitäten in Bewegung. Migration im Film. Transcript, Bielefeld 2011, ISBN 978-3-8376-1472-5.
- als Hrsg. mit Elke Frietsch, Therese Steffen: Verschleierter Orient – entschleierter Okzident? (Un-)Sichtbarkeit in Politik, Recht, Kunst und Kultur seit dem 19. Jahrhundert. Fink, Paderborn 2012, ISBN 978-3-7705-5286-3.